# Sơn La
Sơn La è una città del Vietnam, capoluogo della provincia di Son La.